# Deuteraphorura subterranea
Deuteraphorura subterranea is een springstaartensoort uit de familie van de Onychiuridae. De wetenschappelijke naam van de soort is voor het eerst geldig gepubliceerd in 1929 door Stach.